# Ljubow Grigorjewna Bogomolowa
Ljubow Grigorjewna Bogomolowa (russisch Любовь Григорьевна Богомолова; * 30. Junijul. / 13. Juli 1902greg. in St. Petersburg; † 25. März 1983 in Leningrad) war eine sowjetische Hämatologin und Hochschullehrerin.

## Leben
Bogomolowas Vater war Chorleiter des Alexander-Newski-Klosters und Opfer der Stalinschen Säuberungen in den 1930er Jahren. Sie studierte am Leningrader Institut für Medizinkunde mit Abschluss 1925. Ab 1931 arbeitete sie in der Abteilung für Bluttransfusion.
Im Deutsch-Sowjetischen Krieg während der Leningrader Blockade leitete Bogomolowa die Blutspender-Abteilung des Leningrader Instituts für Bluttransfusion. Dank ihrer Forderung an die Regierung wurden an die Spender Extraverpflegungsrationen ausgeteilt. Es wurden 144000 Liter Blut gespendet. Sie entwickelte mit A. N. Filatow eine Plasma-Lyophilisat-Methode, die in den Lazaretten eine breite Anwendung fand.
Nach dem Krieg leitete Bogomolowa das Laboratorium des Leningrader Forschungsinstituts für Hämatologie und Bluttransfusion. Sie wurde zur Doktorin der medizinischen Wissenschaften promoviert und 1955 zur Professorin ernannt. Sie betreute 30 Kandidat-Dissertationen und 6 Doktor-Dissertationen.
Bogomolowa starb am 25. März 1983 in Leningrad und wurde auf dem Bogoslowskoje-Friedhof begraben.

## Ehrungen
- Stalinpreis (1952) für die  Plasma-Lyophilisat-Methode mit A. N. Filatow[1]
- Verdiente Wissenschaftlerin der RSFSR (1970)[1]
- Orden des Roten Banners der Arbeit (dreimal)
- Ehrenzeichen der Sowjetunion